# El Nacaxtle
El Nacaxtle är en ort i Mexiko.   Den ligger i kommunen San Andrés Tuxtla och delstaten Veracruz, i den sydöstra delen av landet, 400 km öster om huvudstaden Mexico City. El Nacaxtle ligger 48 meter över havet och antalet invånare är 224.
Terrängen runt El Nacaxtle är huvudsakligen platt, men norrut är den kuperad. Runt El Nacaxtle är det ganska tätbefolkat, med 111 invånare per kvadratkilometer. Närmaste större samhälle är San Andres Tuxtla, 15,3 km nordost om El Nacaxtle. Omgivningarna runt El Nacaxtle är en mosaik av jordbruksmark och naturlig växtlighet.